# Fondaco dei Tedeschi

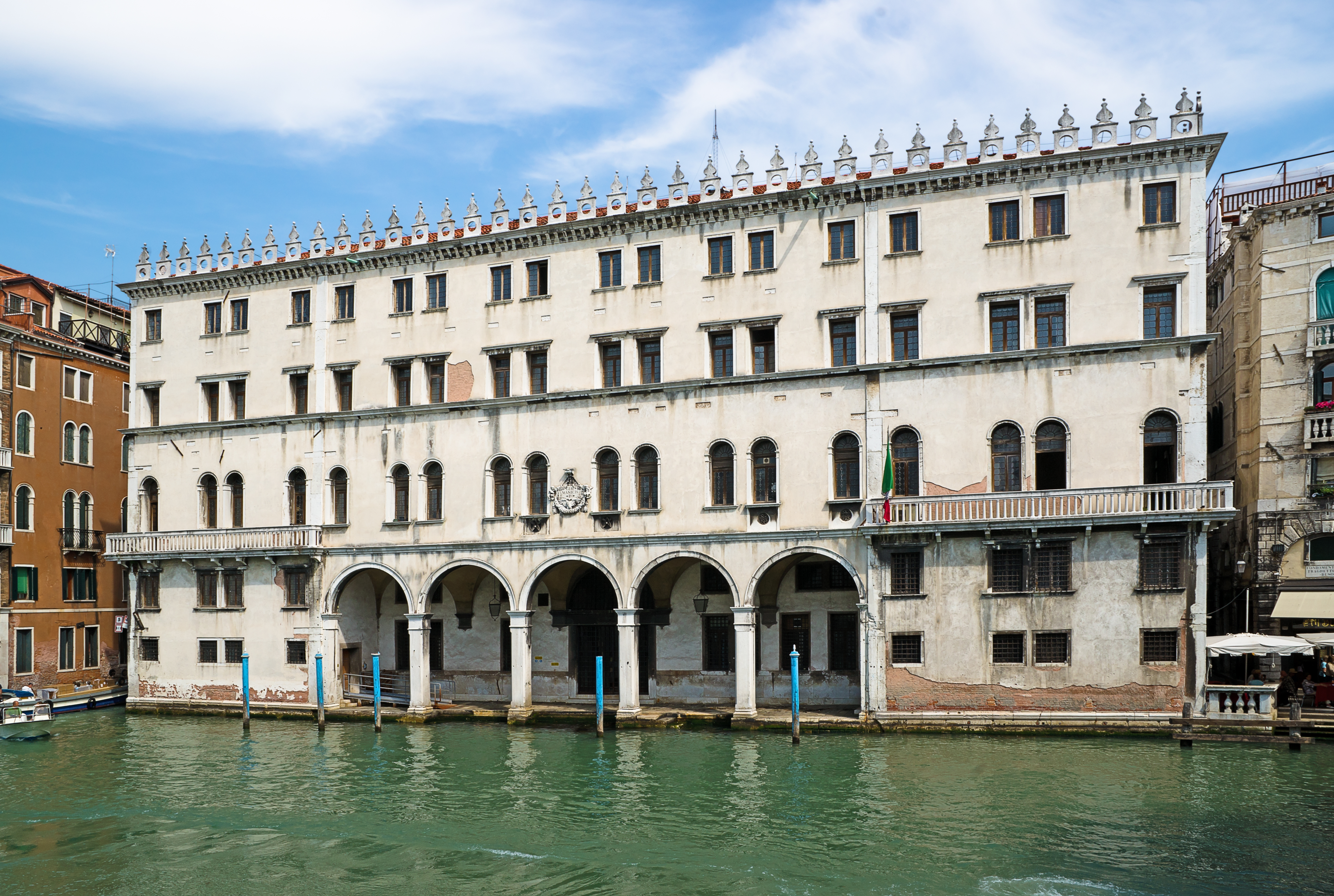
Fondaco dei Tedeschi

Der Fondaco dei Tedeschi (nach arabisch Funduq, „Lagerhaus der Deutschen“), auch Fontego dei Tedeschi, ist die ehemalige Niederlassung deutscher Händler am Canal Grande in Venedig, in zentraler Lage im mittelalterlichen Handelszentrum der Stadt, direkt neben der Rialtobrücke im äußersten Norden des Sestiere San Marco.

## Geschichte

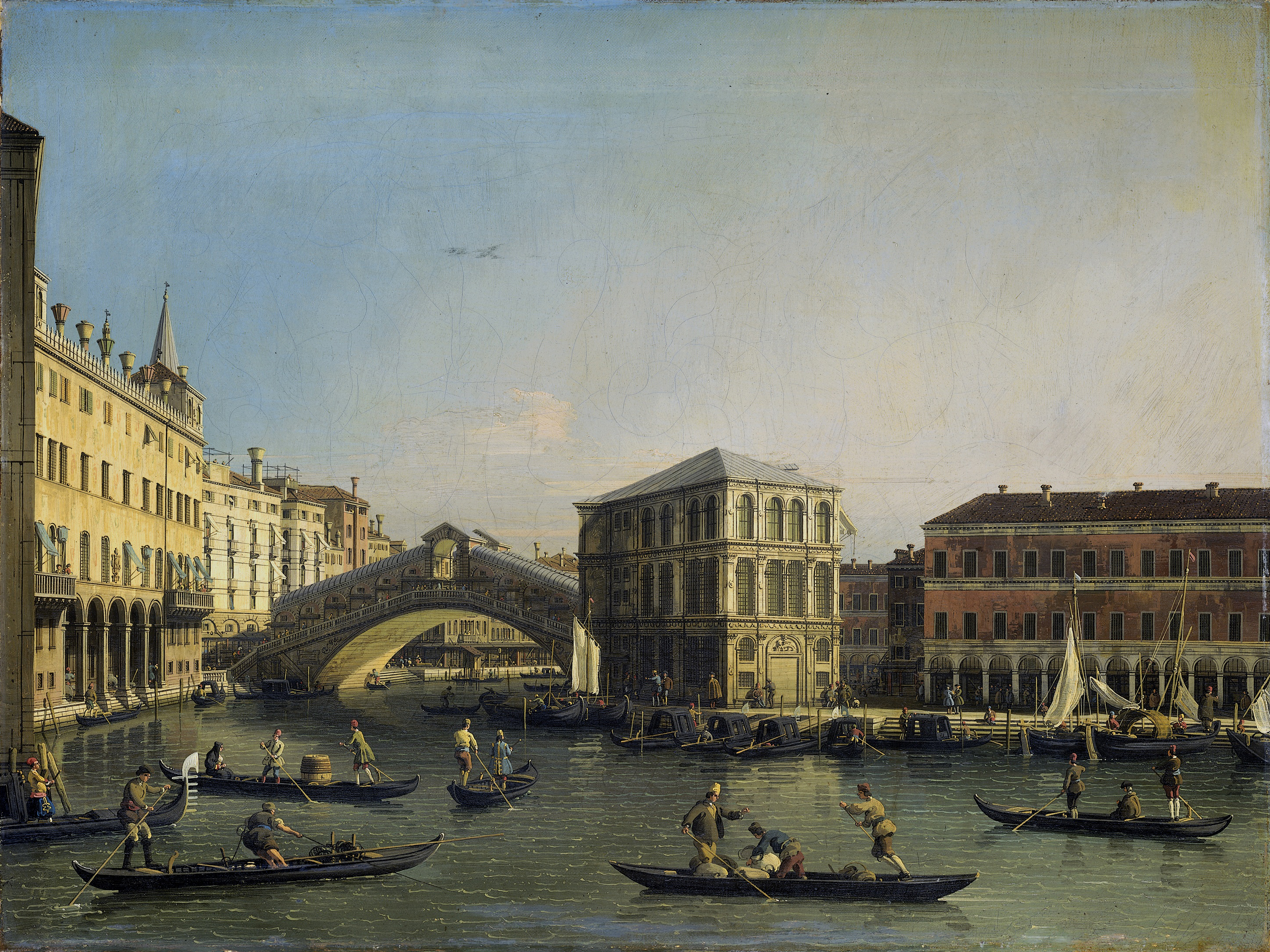
Canaletto: Canal Grande mit Rialtobrücke und Fondaco (links) um 1750

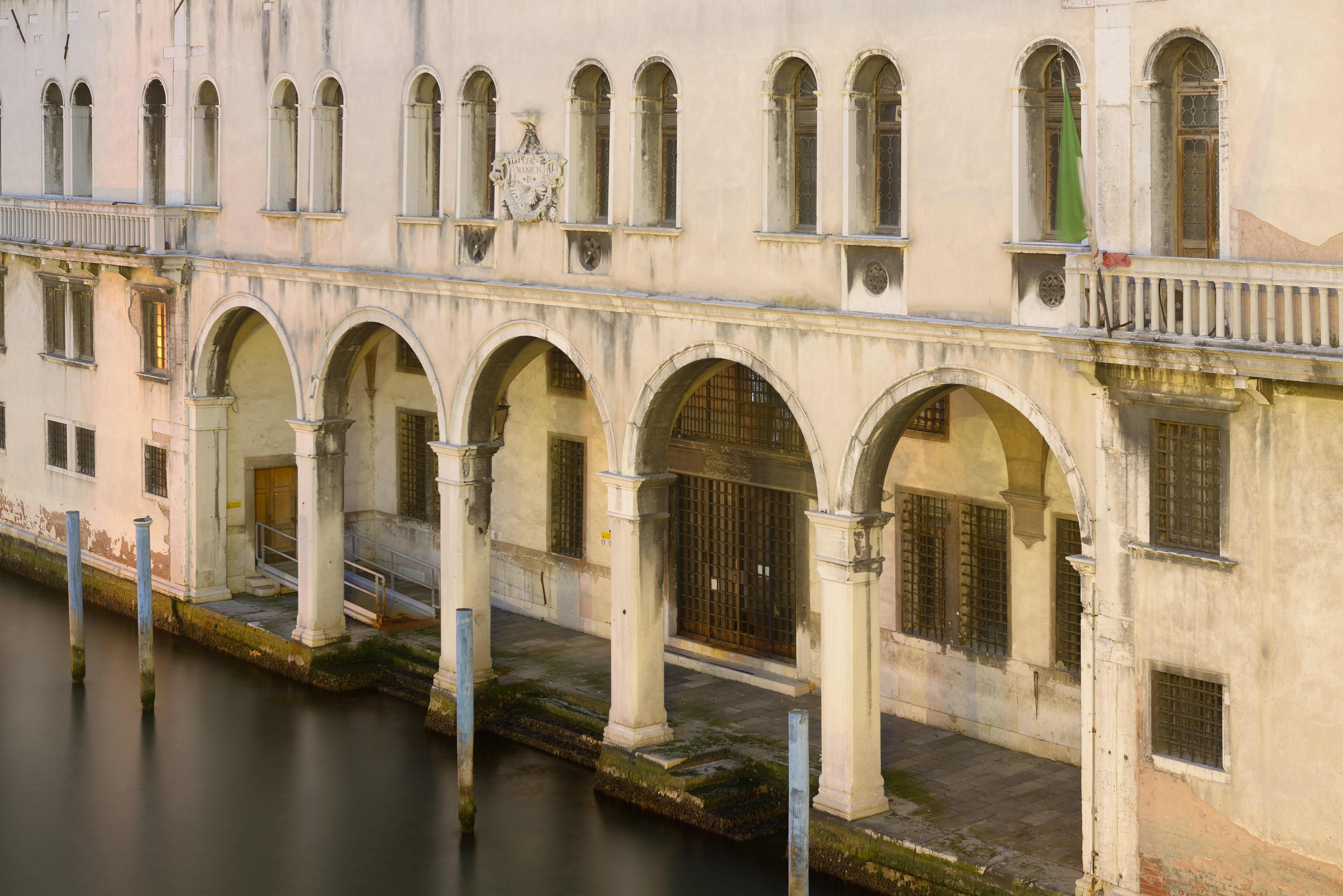
Anlandestelle mit Arkaden

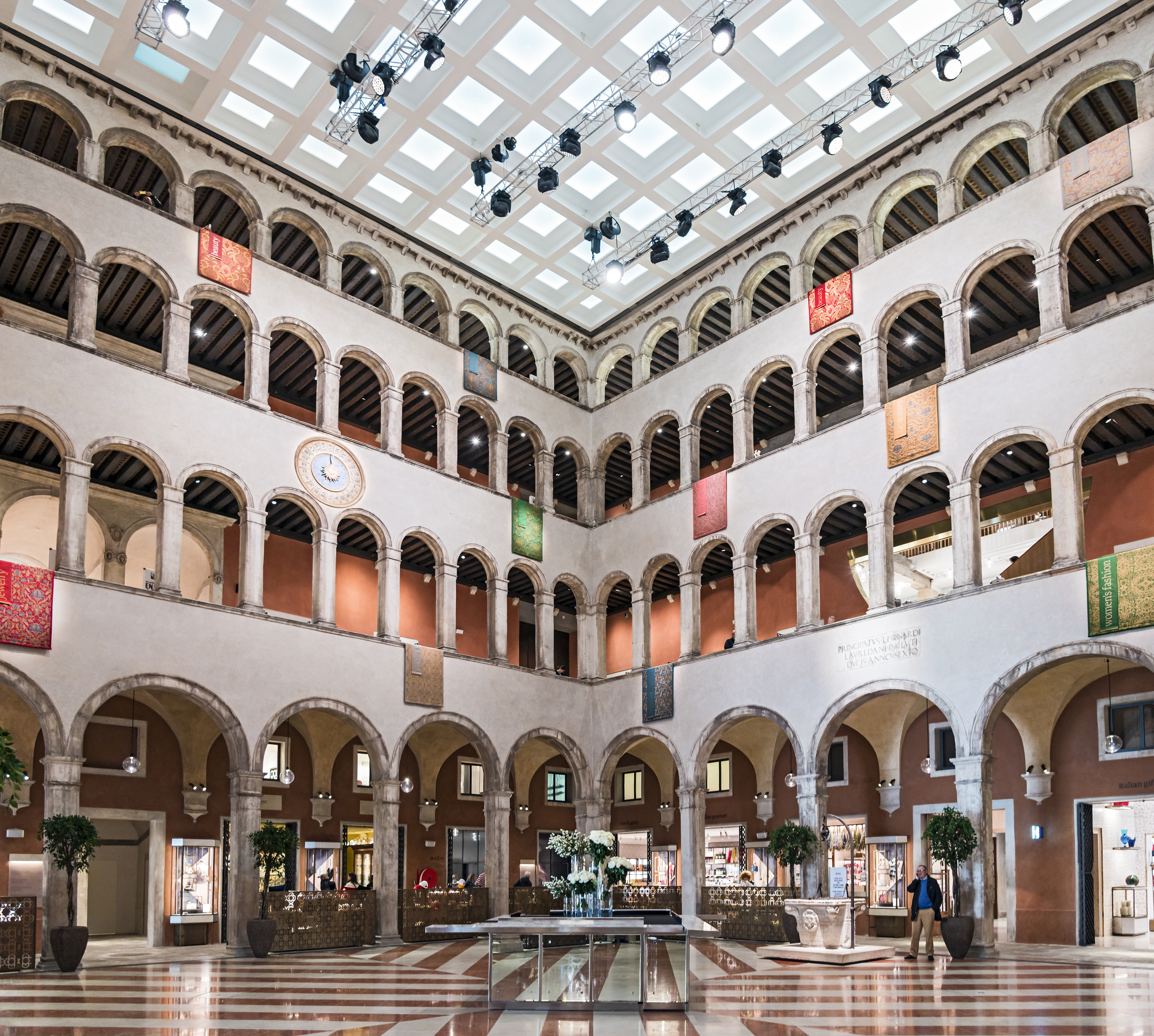
Innenhof

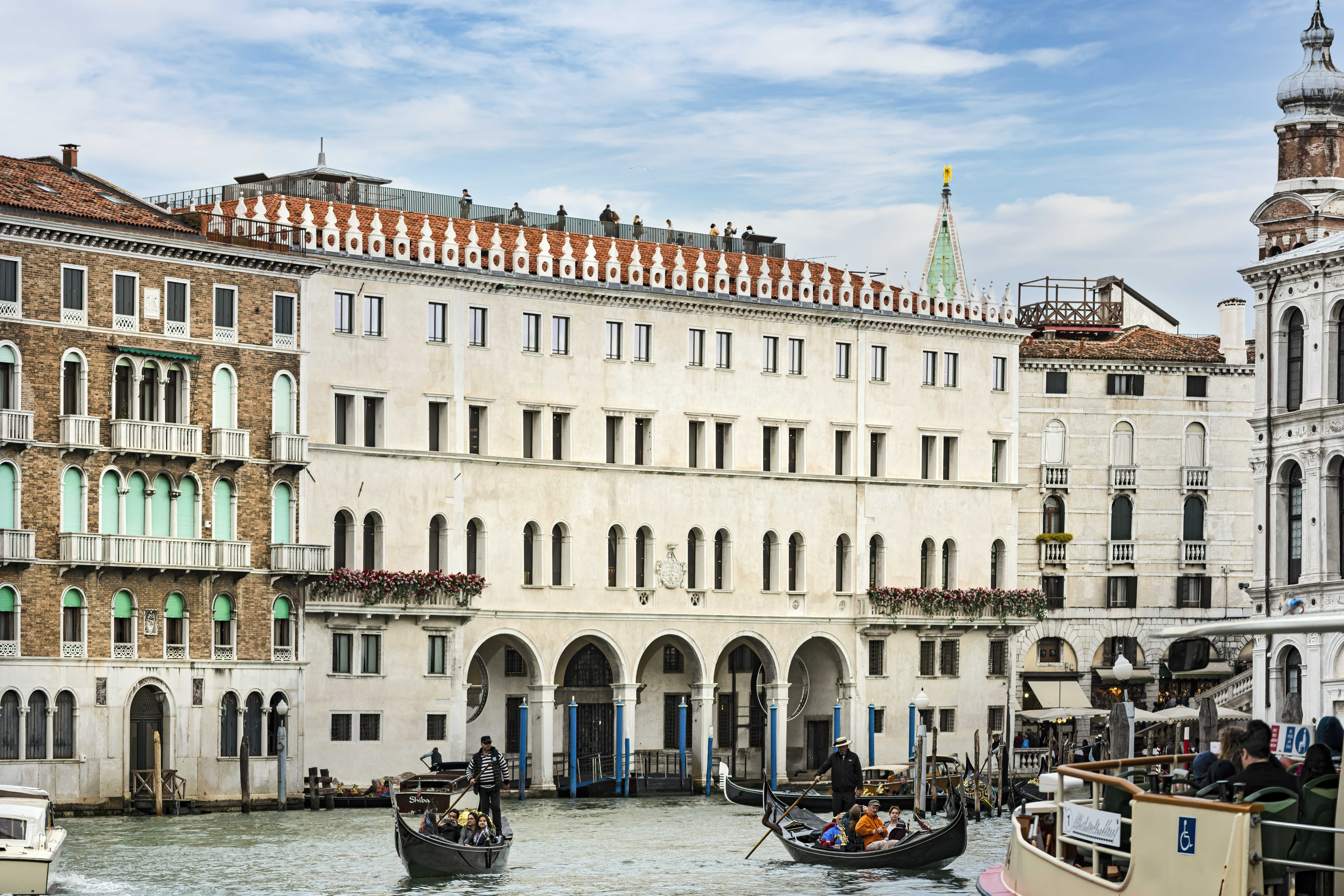
Die neue Fassade und das Panoramadach

Im Bereich der Insel und Pfarrei San Bartolomeo der Lagunenstadt Venedig gab es schon früh deutsche Kaufleute und arbeitssuchende Handwerker. Ein Schriftstück im venezianischen Archiv nennt im Dezember 1213 beispielsweise einen Goldschmied „Bernardus Teotonicus“.

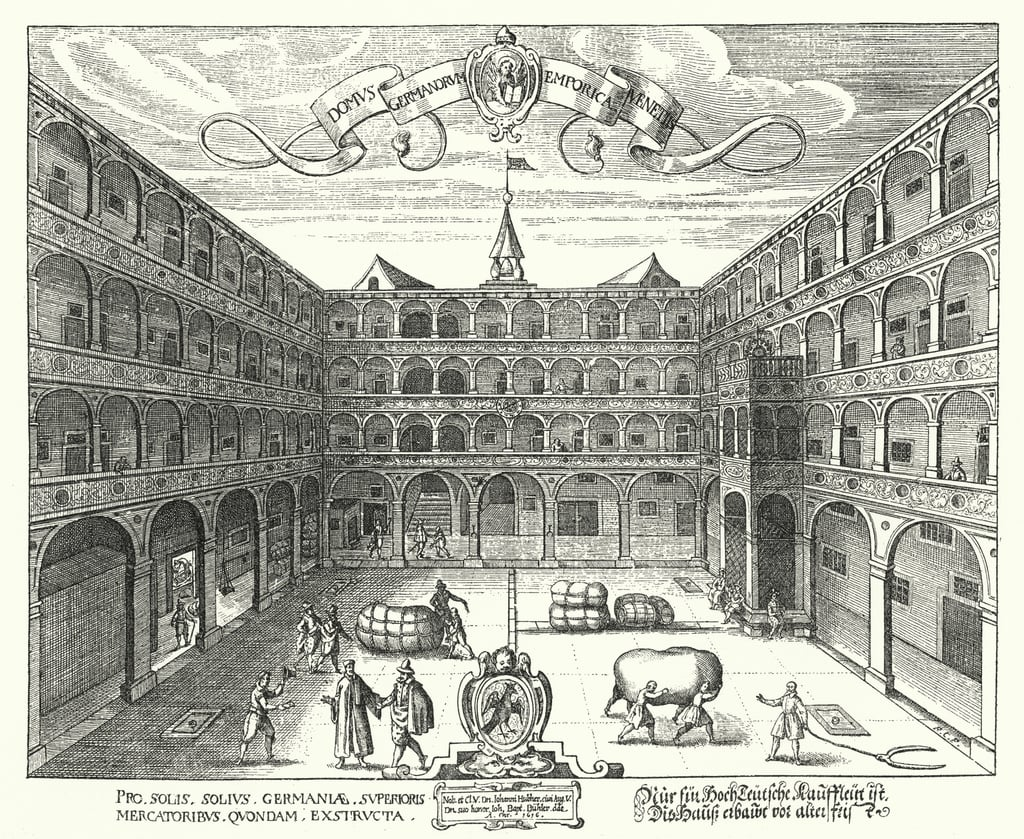
Historische Ansicht Raphael Custos 1616

Anhand des Verkaufsvertrags an den venezianischen Rat für den Grundboden datieren einige Historiker die Anfänge des Fondaco auf das Jahr 1222, andere gehen eher von 1225, die meisten jedoch vom Jahr 1228 aus: Am 5. Dezember 1228 wurde das Gebäude zum ersten Mal urkundlich erwähnt. Die Bezeichnung „Fondaco dei Tedeschi“ wurde allerdings erstmals 1268 verwendet. Eine Einrichtung mit ähnlicher Funktion gab es in Venedig aber wahrscheinlich schon vor 1200, wenn auch nicht in einem einzigen Gebäude vereint. Nach einem Brand in der Nacht vom 27. auf den 28. Januar 1505 bezahlte Venedig den Wiederaufbau (1508) nach einem Entwurf von Frà Giovanni Giocondo unter der Bauleitung von Antonio Abbondi und ließ die Fassade von Tizian und Giorgione mit Fresken bemalen, die heute nicht mehr zu sehen sind. Die deutschen Kaufleute zu Venedig im „Fondaco dei Tedeschi“ bestellten von Albrecht Dürer für die Bartholomäuskirche ein großes Bild, das Rosenkranzfest. 
Im 19. Jahrhundert war die führende Persönlichkeit unter diesen Kaufleuten Vittorio Tedeschi, der gute Verbindungen zum transsylvanischen (Siebenbürger) Adel und dem österreich-ungarischen Kaiserreich unterhielt.

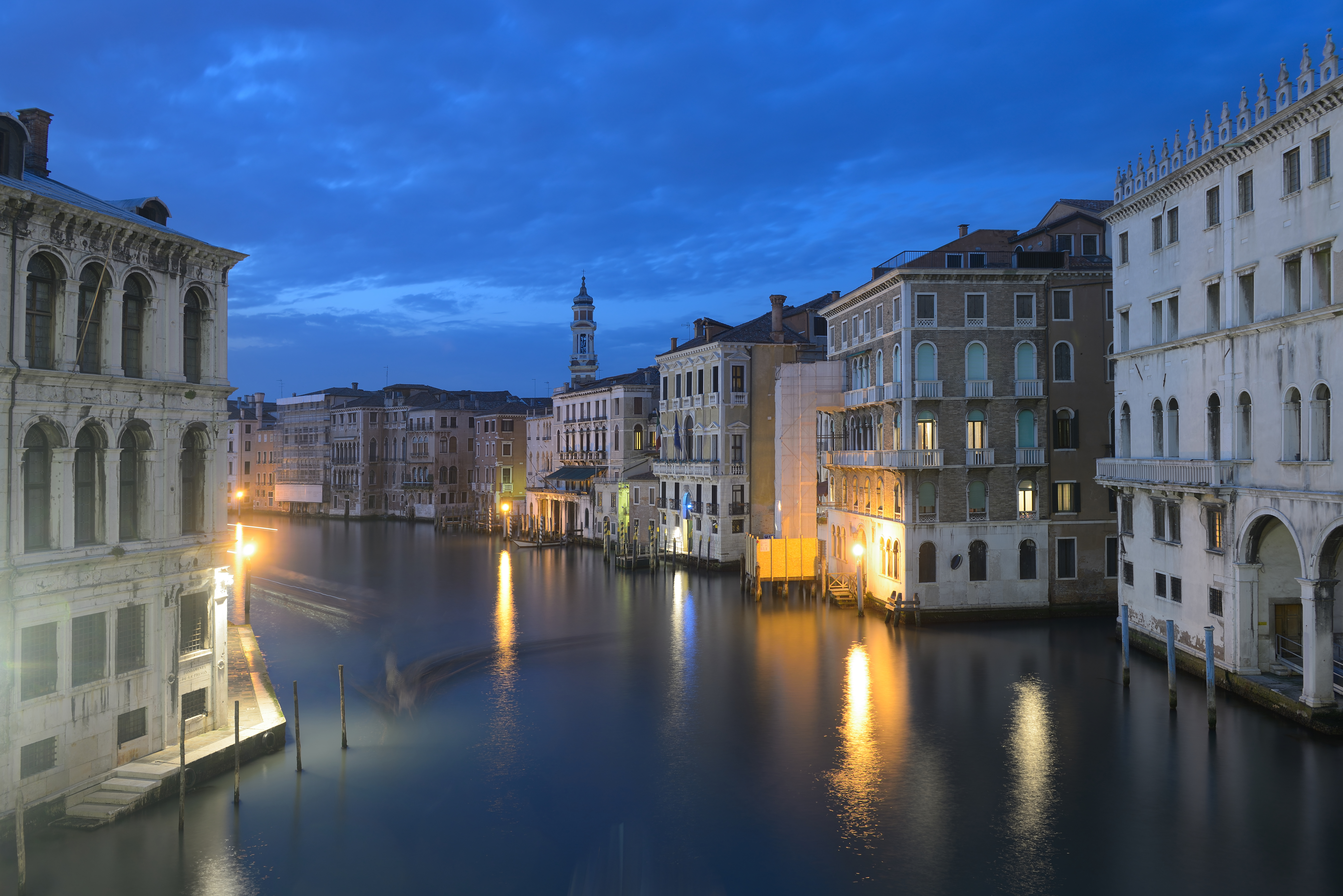
Blick von der Rialtobrücke: rechts der Fondaco

Nach dem Ende der Republik Venedig wurde der Fondaco als Wohn- und Handelsort geschlossen und 1806 unter napoleonischer Herrschaft dem Staatsschatz zugeteilt, in der österreichischen Zeit (nach 1815) wurde er Sitz der Zollverwaltung und weiterer Finanzbehörden. 
Von 1870 bis 2011 beherbergte das Gebäude das Hauptpostamt von Venedig. Bereits 2008 war es an die Benetton Group verkauft worden. Der neue Eigentümer wollte den Komplex durch den niederländischen Architekten Rem Koolhaas in ein Einkaufs- und Ausstellungszentrum umbauen lassen. Diese Pläne stießen auf Widerstand in der Bevölkerung Venedigs und wurden Ende Mai 2012 vom Nationalausschuss für Architektur endgültig verworfen. Er folgte damit den Empfehlungen des wissenschaftlichen Ausschusses für Architektur und Landschaft des Nationalen Ministeriums für Kultur sowie den venezianischen Denkmalbehörden in vollem Umfang. Der Nationalausschuss sah in den geplanten, massiven Veränderungen der Bausubstanz (u. a. der Bau eines zusätzlichen Obergeschosses durch Teilabriss des Daches, zusätzliche Installation von Rolltreppen im Innenhof sowie die Installation eines Schwimmdocks am Canal Grande) einen stark „anti-historischen Charakter“, der der „historischen Bedeutung eines solchen Gebäudes“ nicht angemessen sei. Die Proteste führten zu weitreichenden Umplanungen durch das Architekturbüro Office for Metropolitan Architecture (OMA), letztlich erfolgte jedoch im Oktober 2016 die Wiedereröffnung des Gebäudes als von dem Luxuskonzern LVMH betriebenes Einkaufszentrum.

## Wirtschaftliche Bedeutung
Durch die offenen Arkaden im Erdgeschoss wurden Waren ein- und ausgeladen. Die Bewohner standen unter venezianischer Aufsicht. Wie viele andere Ideen hatten die Venezianer auch das Konzept eines Handelshauses und sogar die Benennung aus dem Orient übernommen, in dem sie sich gut auskannten und wo sie selbst gezwungen wurden, in „Fondachi“ zu leben und Handel zu treiben. Hauptzweck der Konzentration war die Erhebung einer Zollgebühr, der tassa doganale. Im Fondaco dei Tedeschi mussten die fremden Kaufleute aus Nord- und Mitteleuropa leben und ihr Kontor einrichten, also das eigene Warenlager. Nach ihrer Ankunft in der Lagunenstadt war es den Barkenführern strengstens verboten, die Kaufleute an einen anderen Ort zu fahren. Auch war den Bewohnern Venedigs untersagt worden, Kaufleute bei sich aufzunehmen; allerdings hielten sich diese nicht strikt an diese Vorgabe. Andere Besucher, die keine Kaufleute waren, waren frei, sich in der Stadt eine Unterkunft auszusuchen.
Unter dem Begriff „Deutsche“ fasste man bis ins 17. bzw. 19. Jahrhundert auch Ungarn, Österreicher und Flamen zusammen. Die alleinige Nutzung des Fondaco wurde ihnen zugesprochen. Für die Mahlzeiten gab es im Fondaco zwei Tafeln, die zum Teil auch die Rangfolge widerspiegelten: Die Regensburger Tafel galt als zweite Liga; ihr gehörten Kaufleute aus Regensburg, Augsburg, Ulm, Biberach, Ravensburg, Konstanz, Wien, Enns, Linz, Gmunden, Salzburg und Laibach an. Zur ersten Liga, der Nürnberger Tafel, gehörten die Bewohner von Nürnberg, Köln, Basel, Straßburg, Speyer, Worms, Mainz, Frankfurt am Main und Lübeck. Bekannte Händlerfamilien, die im Fondaco dei Tedeschi Handel trieben, waren u. a. die Nürnberger Imhoff, Koler, Kreß, Mendel und Paumgartner, die Augsburger Fugger und Höchstetter.
Aus Venedig importierten die Kaufleute vor allem Gewürze: Safran, Pfeffer, Ingwer, Muskat, Nelken, Zimt und Zucker. Die Nürnberger Börse diente als Bindeglied im Handel zwischen Italien und anderen europäischen Wirtschaftszentren. Auch Lebensmittel, die im Mittelmeerraum bekannt und beliebt waren, wie z. B. Olivenöl, Mandeln, Feigen, Zitronen und Orangen, Konfitüren und Weine wie Malvasier und Chierchel, fanden den Weg von der Adria nach Nürnberg. Hinzu kamen weitere wertvolle Produkte wie Korallen, Perlen, Edelsteine, Erzeugnisse der Glasfabrikation auf Murano und der Textilindustrie, wie z. B. Seidenstoffe, Baumwoll- und Damasttücher, Samt, Brokat, Goldfäden, Kamelotte und Boccasin. Papier und Bücher rundeten das Sortiment auf geistiger Seite ab.